# かさど型掃海艇
かさど型掃海艇（かさどがたそうかいてい、英語: Kasado-class minesweeper）は海上自衛隊が運用していた中型掃海艇（Mine Sweeper Coastal, MSC）の艦級。合計で26隻が建造されたが、これは2014年現在、海上自衛隊の艦艇としては最多の建造数である。

## 来歴
太平洋戦争中、日本近海には日米双方によって大量の機雷が敷設されており、戦争末期には沿岸域を含めた海運を大きく阻害していたことから、これへの対処の必要性は切迫したものであった。このことから、日本の降伏後に大日本帝国海軍が解体されるなかにあっても掃海部隊は維持されており、1945年（昭和20年）12月1日には第二復員省に引き継がれ、その後、掃海業務は海上保安庁を経て、1952年（昭和27年）8月1日に発足した保安庁に吸収され警備隊に移管された。
警備隊は発足直後より掃海艇の国産化を志向しており、まず昭和28年（1953年）度計画で、実船実験としての性格を帯びたあただ型と「やしろ」が建造された。そしてその実績を踏まえて、戦後初の量産掃海艇として設計されたのが本型である。設計にあたっては、アメリカ海軍のブルーバード級掃海艇（昭和29年より4隻の供与を受けてやしま型掃海艇として運用中）と同等の性能を持つことを目標とされた。

## 設計
船型としては、28年度計画艇（28MSC）を比較検討した結果、「やしろ」で採用された角型船体が優秀と認められて採用された。なお本型以降に建造された海自の掃海艇は全て角型船体とされている。また28MSCでは居住空間の狭さが問題となったことから、船首楼船型の採用によって艦内容積を増して対処している。
磁気機雷に対処するため、船体は28MSCと同様に木造とされた。また艇の非磁性化および磁気管理手法についてはブルーバード級のものが研究され、これに準拠するものとされた。使用樹種はおおむね28MSCと同様であるが、下記の通り、船底縦通材のみベイマツに変更されている。またI-108計画艇では、環状肋骨を一体積層から3部材別々の積層様式（両舷側部と船底部）とすることで工数低減が図られており、この手法は後の全ての木造掃海艇で踏襲された。
- ベイマツ - キール・スケグ、船底縦通材、外板・甲板（外層）
- ヒノキ - 外板・甲板（内層）
- ケヤキ - キール摩材、チャイン材
- カバ - 合板
- ケヤキ-ベイマツ-ケヤキ - フレーム

なお艦橋構造物やマストなどは軽合金製とされている。
これ以外にも後部上甲板の舷側にブルワークが設けられ耐波性の向上が図られた。主機関としては、28MSCと同じ三菱重工業ZC型YV10Z15/20型高速2サイクルV型ディーゼルエンジンが採用されており、また掃海発電機にも同機種が採用された。これらは年々非磁性化が図られており、最終艇では非磁性化率が88％に達していた。なお主機関と掃海発電機用原動機を区別するため、前者はI、後者はIIというローマ数字が形式名のあとに付されていた。また防音対策のため、I-108計画艇では掃海発電機に防振ゴムが装備された。なお煙突は設けられておらず、舷外排気式であった。

## 装備

### センサ
センサはいずれも国産化が図られている。対水上捜索レーダーとしては、28MSCではCバンドのAN/SPS-10が搭載されていたのに対し、I-106計画艇では同周波数で国産のOPS-3が、I-106-1・I-108計画艇ではより分解能に優れたXバンドのOPS-4D（21番艇まで）またはOPS-9（22番艇以後）とされた。なおI-106計画艇も後にOPS-4Dに換装した。
一方、機雷探知機としては、I-106計画艇では28MSCと同じくアメリカ製のAN/UQS-1D、I-106-1・I-108計画艇ではこれをもとに国産化したZQS-1とされた。これは100キロヘルツを使用する高周波ソナーであったが、動揺安定化装置を持たなかったために明瞭な映像を得にくいという欠点があった。

### 機雷掃海
係維掃海具
係維機雷に対しては、28MSCと同じく53式普通掃海具が搭載された。これは単艦で曳航するオロペサ型係維掃海具であり、展開器と呼ばれる水中凧によって掃海索を左右数百メートルに展開するとともに沈降器によって一定深度に沈下させて曳航し、機雷の係維索を引っ掛けて、掃海索の数カ所に装備した切断器によってこれを切断していくものである。
感応掃海具
磁気機雷に対しては、28MSCと同じく56式浮上電線磁気掃海具改1が搭載された。これは掃海電纜を展張して磁場を発生して掃海を行うものであり、主機と同形式の大容量発電機を搭載したのはこのためであった。またこれに加えて、音響機雷に対してアメリカ製のA-Mk.4v（中周波数; 可聴領域）およびA-Mk.6b（低周波数）が搭載された。

## 同型艦
| バッチ (計画番号) | #                  | 艦名   | 建造                | 起工                        | 進水                         | 就役                         | 除籍                         |
| ----------------- | ------------------ | ------ | ------------------- | --------------------------- | ---------------------------- | ---------------------------- | ---------------------------- |
| 1 (I-106)         | MSC-604 → AGS-5111 | かさど | 日立造船 神奈川工場 | 1957年 （昭和32年） 7月9日  | 1958年 （昭和33年） 3月19日  | 1958年 （昭和33年） 6月26日  | 1982年 （昭和57年） 3月27日  |
| 1 (I-106)         | MSC-605 → YAS-62   | しさか | 日本鋼管 鶴見造船所 | 1957年 （昭和32年） 7月20日 | 1958年 （昭和33年） 3月20日  | 1958年 （昭和33年） 8月16日  | 1983年 （昭和58年） 3月30日  |
| 2 (I-106-1)       | MSC-606 → YAS-65   | かなわ | 日立造船 神奈川工場 | 1958年 （昭和33年） 8月25日 | 1959年 （昭和34年） 4月22日  | 1959年 （昭和34年） 7月24日  | 1984年 （昭和59年） 2月10日  |
| 2 (I-106-1)       | MSC-607 → YAS-64   | さきと | 日本鋼管 鶴見造船所 | 1958年 （昭和33年） 8月16日 | 1959年 （昭和34年） 4月22日  | 1959年 （昭和34年） 8月25日  | 1982年 （昭和57年） 3月27日  |
| 2 (I-106-1)       | MSC-608 → AGS-5112 | はぶし | 日立造船 神奈川工場 | 1958年 （昭和33年） 8月25日 | 1959年 （昭和34年） 6月19日  | 1959年 （昭和34年） 9月22日  | 1982年 （昭和57年） 9月4日   |
| 2 (I-106-1)       | MSC-609 → MST-473  | こうづ | 日本鋼管 鶴見造船所 | 1959年 （昭和34年） 3月24日 | 1959年 （昭和34年） 11月12日 | 1960年 （昭和35年） 2月26日  | 1981年 （昭和56年） 3月18日  |
| 2 (I-106-1)       | MSC-610 → AGS-5113 | たたら | 日立造船 神奈川工場 | 1959年 （昭和34年） 3月20日 | 1960年 （昭和35年） 1月14日  | 1960年 （昭和35年） 3月26日  | 1984年 （昭和59年） 3月30日  |
| 2 (I-106-1)       | MSC-611 → YAS-66   | つくみ | 日本鋼管 鶴見造船所 | 1959年 （昭和34年） 3月24日 | 1960年 （昭和35年） 1月12日  | 1960年 （昭和35年） 4月27日  | 1983年 （昭和58年） 3月30日  |
| 2 (I-106-1)       | MSC-612 → YAS-67   | みくら | 日立造船 神奈川工場 | 1959年 （昭和34年） 3月30日 | 1960年 （昭和35年） 3月14日  | 1960年 （昭和35年） 5月27日  | 1989年 （平成元年） 3月3日   |
| 2 (I-106-1)       | MSC-613 → YAS-68   | しきね | 日本鋼管 鶴見造船所 | 1960年 （昭和35年） 1月12日 | 1960年 （昭和35年） 7月22日  | 1960年 （昭和35年） 11月15日 | 1984年 （昭和59年） 3月30日  |
| 2 (I-106-1)       | MSC-614 → AGS-5114 | ひらど | 日立造船 神奈川工場 | 1960年 （昭和35年） 3月14日 | 1960年 （昭和35年） 10月3日  | 1960年 （昭和35年） 12月17日 | 1985年 （昭和60年） 3月27日  |
| 2 (I-106-1)       | MSC-615 → YAS-63   | こしき | 日立造船 神奈川工場 | 1961年 （昭和36年） 3月20日 | 1961年 （昭和36年） 11月6日  | 1962年 （昭和37年） 1月29日  | 1981年 （昭和56年） 3月18日  |
| 2 (I-106-1)       | MSC-616 → YAS-70   | ほたか | 日本鋼管 鶴見造船所 | 1961年 （昭和36年） 3月22日 | 1961年 （昭和36年） 10月23日 | 1962年 （昭和37年） 2月24日  | 1983年 （昭和58年） 1月27日  |
| 3 (I-108)         | MSC-617 → YAS-71   | からと | 日本鋼管 鶴見造船所 | 1962年 （昭和37年） 3月15日 | 1962年 （昭和37年） 12月11日 | 1963年 （昭和38年） 3月27日  | 1987年 （昭和62年） 9月7日   |
| 3 (I-108)         | MSC-618 → AGS-5115 | はりお | 日立造船 神奈川工場 | 1962年 （昭和37年） 3月19日 | 1962年 （昭和37年） 12月10日 | 1963年 （昭和38年） 3月23日  | 1986年 （昭和61年） 3月27日  |
| 3 (I-108)         | MSC-619 → YAS-72   | むつれ | 日立造船 神奈川工場 | 1963年 (昭和38年） 3月28日  | 1963年 （昭和38年） 12月16日 | 1964年 （昭和39年） 3月24日  | 1986年 （昭和61年） 6月4日   |
| 3 (I-108)         | MSC-620 → YAS-73   | ちぶり | 日本鋼管 鶴見造船所 | 1963年 （昭和38年） 3月27日 | 1963年 （昭和38年） 11月29日 | 1964年 （昭和39年） 3月25日  | 1986年 （昭和61年） 5月24日  |
| 3 (I-108)         | MSC-621 → MST-474  | おおつ | 日本鋼管 鶴見造船所 | 1964年 （昭和39年） 3月7日  | 1964年 （昭和39年） 11月5日  | 1965年 （昭和40年） 2月24日  | 1986年 （昭和61年） 12月16日 |
| 3 (I-108)         | MSC-622 → YAS-74   | くだこ | 日立造船 神奈川工場 | 1964年 （昭和39年） 2月17日 | 1964年 （昭和39年） 11月20日 | 1965年 （昭和40年） 3月24日  | 1987年 （昭和62年） 3月24日  |
| 3 (I-108)         | MSC-623 → YAS-75   | りしり | 日立造船 神奈川工場 | 1965年 （昭和40年） 3月9日  | 1965年 （昭和40年） 11月22日 | 1966年 （昭和41年） 3月5日   | 1988年 （昭和63年） 3月10日  |
| 3 (I-108)         | MSC-624 → YAS-76   | れぶん | 日本鋼管 鶴見造船所 | 1965年 （昭和40年） 3月27日 | 1965年 （昭和40年） 12月7日  | 1966年 （昭和41年） 3月24日  | 1987年 （昭和62年） 3月24日  |
| 3 (I-108)         | MSC-625 → YAS-77   | あまみ | 日本鋼管 鶴見造船所 | 1966年 （昭和41年） 3月10日 | 1966年 （昭和41年） 10月31日 | 1967年 （昭和42年） 3月6日   | 1989年 （平成元年） 11月29日 |
| 3 (I-108)         | MSC-626 → YAS-78   | うるめ | 日立造船 神奈川工場 | 1966年 （昭和41年） 2月1日  | 1966年 （昭和41年） 11月12日 | 1967年 （昭和42年） 1月30日  | 1989年 （平成元年） 11月17日 |
| 3 (I-108)         | MSC-627 → YAS-79   | みなせ | 日立造船 神奈川工場 | 1966年 （昭和41年） 2月1日  | 1967年 （昭和42年） 1月10日  | 1967年 （昭和42年） 3月25日  | 1990年 （平成2年） 6月15日   |
| 3 (I-108)         | MSC-628 → YAS-80   | いぶき | 日本鋼管 鶴見造船所 | 1967年 （昭和42年） 2月27日 | 1967年 （昭和42年） 12月2日  | 1968年 （昭和43年） 2月27日  | 1989年 （平成元年） 11月29日 |
| 3 (I-108)         | MSC-629 → YAS-81   | かつら | 日本鋼管 鶴見造船所 | 1967年 （昭和42年） 2月10日 | 1967年 （昭和42年） 9月18日  | 1968年 （昭和43年） 2月15日  | 1990年 （平成2年） 5月14日   |